# Joseph P. Kennedy

Escudo de armas de la familia Kennedy.

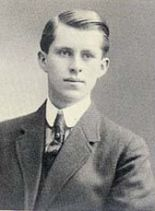
Foto de Kennedy de la Boston Latin School.

Joseph Patrick Kennedy (Boston, Massachussetts; 6 de septiembre de 1888-Hyannis Port, Massachussetts; 18 de noviembre de 1969) fue un inversor, empresario y diplomático estadounidense.
También fue padre del presidente John F. Kennedy y de los senadores Robert y Ted Kennedy. Como uno de los líderes del Partido Demócrata, especialmente dentro de la comunidad católica-irlandesa, y con negocios e intereses económicos por toda la nación, creó la fortuna política y económica de la familia Kennedy. 
Habiendo estudiado en la Escuela de Derecho de Harvard, Kennedy dio sus primeros pasos hacia la construcción de su fortuna con múltiples inversiones en la bolsa de Nueva York, bienes raíces, construcción y gracias a otras inversiones en diversas industrias. Con la derogación de la ley seca y contando con el apoyo del hijo del presidente Franklin D. Roosevelt, James Roosevelt, viajó a Irlanda para adquirir los derechos sobre la importación del scotch whisky para Estados Unidos, con lo que multiplicó su millonaria fortuna y la convirtió en una vasta red de inversiones multimillonarias, posteriormente reforzada por la compañía Schenley Industries, sobre la cual obtuvo participación en acciones.
Igualmente poseyó el Merchandise Mart, que fuese el más grande edificio de Chicago, dándole así a la familia Kennedy un importante centro de operaciones políticas en ese estado. Además, obtuvo multimillonarios beneficios gracias a la financiación y préstamos a numerosos estudios de Hollywood, incluyendo RKO, del cual llegó a ser accionista. También fue asesor general y miembro de la junta directiva de Bethlehem Steel.
Gracias a su posición dentro del Partido Demócrata, Kennedy logró ocupar sucesivamente la presidencia de las comisiones de Marítima, Seguridad y Comercio, alcanzando en la cúspide de su carrera pública el puesto de embajador de los Estados Unidos en el Reino Unido.
A pesar de ello, Kennedy no se retiró de la política, y en su lugar impulsó las carreras políticas de sus hijos, ejerciendo como asesor político de todos y cada uno de ellos, al punto de volverse consejero informal del gobierno de su hijo, John F. Kennedy, hasta que un accidente cerebrovascular le quitó la facultad de hablar y moverse. Finalmente recobró el movimiento, pero nunca más volvería a hablar, muriendo meses después de cumplir los 81 años de edad, el 18 de noviembre de 1969.

## Trasfondo, educación y familia
Nació en Boston, Massachusetts, hijo de Patrick J. Kennedy, un empresario exitoso y uno de los líderes de la comunidad irlandesa en Estados Unidos. Los abuelos de Joseph llegaron a Estados Unidos en 1849 para escapar de la gran hambruna irlandesa. Kennedy nació en un ambiente sectario en el que los católicos-irlandeses se sentían excluidos de los estratos altos de la sociedad. Muchos irlandeses de Boston eran activos militantes del Partido Demócrata, incluyendo a Patrick y a otros numerosos parientes.
El hogar de Patrick Kennedy era próspero y cómodo, gracias a su comercio de licores y su influyente rol en política. Mary Augusta Kennedy lo instó para que asistiera al colegio público de mayor prestigio de la ciudad, el Boston Latin School, donde Joe fue un estudiante promedio pero tenía una gran popularidad con sus compañeros de curso, ganando elecciones de presidente de clase y jugando en el equipo de béisbol del colegio. 
Kennedy siguió los pasos de muchos primos mayores, acudiendo a la Universidad de Harvard. En Harvard se enfocó en convertirse en un líder social, trabajando enérgicamente para ser admitido en el prestigioso club Hasty Pudding Club. Estando en Harvard se unió a la fraternidad Delta Upsilon y jugó en su equipo de béisbol.
Joseph se enfureció cuando fue rechazado por un miembro de la fraternidad, convencido de que se debió a los prejuicios contra los irlandeses. Este evento le dejó amargos recuerdos y lo acompañó durante el resto de su vida.
El 7 de octubre de 1914 se casó con Rose Elizabeth Fitzgerald (1890-1995, desde su matrimonio Rose Kennedy), la hija mayor del alcalde de Boston John F.  Fitzgerald, apodado Honey Fitz.

## Década de 1930
En los años 30 el presidente Franklin D. Roosevelt lo nombró embajador de Estados Unidos en el Reino Unido. Allí sus ambiciones políticas de llegar a la presidencia fracasaron por las diferencias encontradas con Roosevelt respecto a la situación de Europa, que ya estaba envuelta en la Segunda Guerra Mundial.
Ya restablecido en Estados Unidos, sufrió dos primeros golpes que afectaron a su famosa familia: el ingreso de su hija mayor Rosemary en una clínica debido al retraso mental provocado por una fallida lobotomía y la muerte de su hijo predilecto, Joseph Patrick Jr., que murió combatiendo en Europa en 1944. El propio jefe del clan se dirigió a toda su familia, muy pálido y destrozado, y dijo: "Perdimos a Joe".
Cuatro años más tarde (1948) volvió a producirse otra tragedia para la familia: su hija Kathleen muere en un accidente de aviación cuando se dirigía a Cannes, Francia, donde iba a encontrarse con su familia. El avión que la transportaba se estrelló en los Alpes franceses.

## Carrera y muerte
El 19 de diciembre de 1961, a los 73 años, Kennedy sufrió una embolia. Sobrevivió, pero perdió el habla y quedó paralizado de su lado derecho. Kennedy recuperó ciertas funciones con la ayuda de terapias.
A pesar de estar gravemente discapacitado, Kennedy siguió siendo consciente de las tragedias que asolaron a su familia (incluidos los asesinatos de sus hijos John F. Kennedy y Robert F. Kennedy) hasta su propia muerte, el 18 de noviembre de 1969, a causa de un ataque de apoplejía, dos meses después de haber cumplido 81 años.